# Magda Cazanga
Magda Cazanga (ur. 28 maja 1991) – angolska piłkarka ręczna występująca na pozycji lewego obrońcy. Swoją seniorską karierę prowadzi w angolskim klubie Petro Atlético. W 2011 roku została powołana do reprezentacji Angoli, zaś swój pierwszy duży turniej rozegrała podczas Letnich Igrzysk Olimpijskich w 2012 roku w Londynie. Jej trenerem jest Vivaldo Eduardo.